# Csáky Mihály (hadvezér)
Csáky Mihály, körösszegi gróf (1676. október 29. – Rodostó, 1757. december 7.) kuruc generális.

## Családja
Római katolikus főúri család sarja, Csáky István országbíró és báró Melith Klára fia, Bercsényi Miklós sógora. Felesége zétényi Klobusiczky Éva, Klobusiczky Ferencnek, a kuruc Gazdasági Tanács elnökének leánya volt. Gyermekeik:
- Krisztina (Szepesi vár, 1706 – 1736)
- István (Munkács, 1710 – Mainz közelében, 1734)
- Imre (Nagyvárad, 1723. – Róma, (?) 1799) matematikus.

Az emigrációban, miután családjától különvált, állítólag törvénytelen leszármazottai is maradtak, legalábbis tőle eredezteti magát egy orosz–lengyel Csáky család.

## Élete
A Rákóczi-szabadságharc kitörése után Szepesvári otthonába zárkózott, majd 1703. december 24-én, még a vár kapitulációjáról folyó tárgyalások alatt, a császári helyőrség parancsnokát kijátszva csatlakozott a kurucokhoz. II. Rákóczi Ferenc előbb lovas ezredessé, majd 1704 őszén brigadérossá, egy évvel később pedig generális-főstrázsamesterré nevezte ki. Nagyhatalmú sógora, Bercsényi főgenerális támogatásával 1708. december 15-én altábornaggyá léptették elő.
1705-ben a Dunántúlon hadakozott, 1709-ben pedig rábízták a liptói kuruc hadjárat parancsnokságát, de csúfos kudarcot vallott. 1711-ben követte a fejedelmet Lengyelországba. Az 1716–1718. évi osztrák–török háború kezdetén már Törökországban volt. 1722-ben felesége és gyermekei – testvére, Csáky Imre bíboros közvetítésével – hazatértek Magyarországra, ő maga pedig Rodostóba költözött. (Idehaza leánya Károlyi Sándor fiához, Károlyi Ferenchez ment feleségül.) Csáky Mihály 1738–1739-ben még egyszer katonai szerepet vállalt: a Rákóczi József számára toborzott ezred parancsnokaként vett részt a török háborúban. 1739-től a rodostói magyar kolónia feje, egészen haláláig.